# Birama Gaye
Moustapha Sall (ur. 1964) – mauretański trener piłkarski.

## Kariera trenerska
W 2000 prowadził narodową reprezentację Mauretanii. Potem do 2003 trenował ASC Nasr de Sebkha. W 2007 ponownie został mianowany na głównego trenera reprezentacji Mauretanii. Do 2011 trenował FC Tevragh-Zeina. Potem pracował z klubem ASC Snim (nazywał się do 2012 CF Cansado).